# Hamar Barni
Hamar Barnabás, vagy Hamar Barni (Budapest, 2001. november 22. –) magyar énekes, zeneszerző, dalszövegíró, előadó, A Dal 2019 résztvevője.

## Pályafutása
Zenei tanulmányait szolfézs- és klasszikus gitártanulással kezdte hétévesen az Aelia Sabina Alapfokú Művészeti Iskolában, Budapesten, 2011-ben pedig Pintácsi Viki énekiskolájának lett a diákja, ahol könnyűzenére váltott.
A közönség Az ének iskolája című műsorban ismerhette meg, amelynek első évfolyamában, 2013-ban, Hajós András tanítványaként szerepelt. Legnépszerűbb előadása Jason Mraztól az I’m Yours, illetve Bye Alextől a Kedvesem című dal volt. A műsort követően szerezte első saját dalát és alapította meg első zenekarát, a Rebellious Kids-et, majd a zenei produceri szakmával is megismerkedett.
16 évesen Different címmel kiadta első albumát. Az albumon minden szerzemény angolul hallható, melyeknek nemcsak a zenéjét szerezte, hanem a szövegét is írta. A dalok iskolai történetekről, bulizásról, szerelemről, az első csókról és az első csalódásokról szólnak. A Night Walker című dal egy reménytelen szerelem kapcsán született, míg a Kill the Cold az első csókról mesél. Az album címadó dala, a Different akkor született meg, amikor úgy érezte, mindenki különcnek tartja. 
2018. december 3-án bejelentették, hogy bejutott a Duna eurovíziós dalválasztó műsorába, A Dal 2019-be Wasted című dalával, melyet saját maga szerzett.

## Diszkográfia
- Different (2017)

## Tanulmányai
- Aquincum Angol-Magyar Két Tanítási Nyelvű Általános Iskola (2007–2014)
- Baleares International College (2014–2016)
- SEK Budapest International School (2016–)

## Zenei tanulmányok
- Aelia Sabina Alapfokú Művészi Iskola (2007–2011)
- Viki Suli Ének Stúdió – Pintácsi Viki Ének Iskolája (2011–2013)
- Pintér András magántanár (2012–2014, 2016–)
- Kővirágok Énekiskola (2013–2014)
- Milko Sawow magántanár (2014–2016)
- Kemény Ágnes magántanár (2016)
- Berklee College of Music – Songwriting Workshop (2016)
- Magyar Hajnal Ének Stúdió (2017–)